# بطولة أوروبا تحت 21 سنة لكرة قدم الصالات
بطولة أوروبا تحت 21 سنة لكرة قدم الصالات هي بطولة دولية للمنتخبات الأوروبية تحت 21 سنة لكرة القدم داخل الصالات، التابعة للإتحاد الأوروبي لكرة القدم. أقيمت بطولة واحدة فقط، واحتضننتها روسيا في عام 2008، واستطاع المنتخب الروسي الفوز على المنتخب الإيطالي بنتيجة 5-4.

## النتائج
| السنة | المستضيف           | النهائي | النهائي     | النهائي |          |         |  |
| السنة | المستضيف           | البطل   | النتيجة     | الوصيف  | الثالث   | الرابع  |  |
| ----- | ------------------ | ------- | ----------- | ------- | -------- | ------- |  |
| 2008  | روسيا سانت بطرسبرغ | روسيا   | 5 – 4 (و.إ) | إيطاليا | أوكرانيا | إسبانيا |  |